# Racing Club de Bobo
Racing Club de Bobo (RC Bobo-Dioulasso) is een Burkinese voetbalclub gevestigd in Bobo-Dioulasso. De thuiswedstrijden worden gespeeld in het Stade Municipal.
De clubkleuren zijn zwart en wit. De club werd opgericht in 1949.

## Prestaties
- Landskampioen: 1

1972, 1996, 1997, 2015
- Beker van Burkina Faso: 7

1961, 1962, 1984, 1987, 1995, 2007, 2014
- Burkinabé Leaders Cup: 3

1993, 1997, 1998
- Burkinabé SuperCup: 1

1994/95

## Bekende (ex-)Spelers
- Tanguy Barro
- Amadou Coulibaly
- Moussa Ouattara
- Ousmane Sanou
- Mamadou Zongo

AJEB · US Comoé de Banfora · Racing Club de Bobo · AS Douanes · AS Faso-Yennenga · AS Fonctionnaires · US Forces Armées · Rail Club du Kadiogo · ASEC Koudouguou · Majestic SC · Étoile Filante Ouagadougou · US Ouagadougou · AS Police · Rahimo FC · Salitas FC · AS SONABEL